# Almásháza, Zala
Almásháza  este un sat în districtul Zalaegerszeg, județul Zala, Ungaria, având o populație de 61 de locuitori (2011). 

## Demografie
Componența etnică a satului Almásháza
     Maghiari (100%)
Componența confesională a satului Almásháza
     Romano-catolici (63,93%)
     Fără religie (22,95%)
     Necunoscută (13,11%)
Conform recensământului din 2011, satul Almásháza avea 61 de locuitori. Din punct de vedere etnic, majoritatea locuitorilor (100,0%) erau maghiari.  Din punct de vedere confesional, majoritatea locuitorilor (63,93%) erau romano-catolici, cu o minoritate de persoane fără religie (22,95%). Pentru 13,11% din locuitori nu este cunoscută apartenența confesională.